# 廖培楓
廖培楓（Liu Pui Fung，1991年8月21日—），生於香港，香港退役足球運動員。

## 球會生涯
廖培楓生於香港，曾在學界賽事揚名自，畢業後投身社會任職收入穩定的五星級酒店房務員工作，於2008年在業餘時間效力丙組地區球會黃大仙為足球理想打拚，直到2013/14球季，身為隊中骨幹球員的他為黃大仙取得乙組聯賽亞軍符合升級到港超聯資格。
而廖培楓於2014年夏天隨球會升班和放棄酒店房務員工作，並一完職業足球夢，他更於首季取得4個入球不過其中一球被香港足總判為烏龍球而減為3球，最終協助黃大仙獲得港超聯第8名留級成功，惟球會於2015/16球季經費有限導致球員薪酬大減，隨後他在2015年10月28日以1–5不敵冠忠南區的高級組銀牌八強中，取得職業生涯首張紅牌兼停賽三場。
結果當季黃大仙排行榜尾，需要降級至甲組聯賽，而昔日的隊友都重返職場回歸業餘足球，不過廖培楓則選擇隨原來黃大仙班底，轉投新組成的標準灝天，到季後隨球隊總監李輝立加盟標準流浪，而到季中他獲夢想FC提出借用，結果他於2018年1月28日戰罷傑志的聯賽後轉會，並在2月3日對R&F富力的聯賽，在58分鐘後備入替，首度為夢想上陣，結果夢想以0–3落敗。
2018年12月8日，香港飛馬於聯賽以2比1打破東方龍獅，而戰至61分鐘退下火線的廖培楓宣布掛靴，轉投紀律部隊。

## 國際賽生涯
於2015年12月2日，廖培楓首度獲得香港足球代表隊徵召入選第38屆省港盃29人訓練名單，惟最終他因傷無緣球隊訓練及決選名單。

## 外部連結
- 香港足球總會網頁球員註冊資料 （页面存档备份，存于）